# ГЕС Dákèqūkè
ГЕС Dákèqūkè (达克曲克水电站) — гідроелектростанція на північному заході Китаю в провінції Сіньцзян. Використовує ресірс із річки Юрункаш, правої твірної Хотану, який в свою чергу є правою твірною Тариму (безсточний басейн озера Лобнор).
В межах проекту річку перекрили насипною греблею із асфальтобетонним ядром висотою 63 метра, довжиною 214 метрів та шириною по гребеню 8 метрів. Вона утримує водосховище з об’ємом 11,3 млн м3 (корисний об’єм 2,7 млн м3) та припустимим коливанням рівня поверхні у операційному режимі між позначками 1771 та 1776 метрів НРМ (під час повені може зростати до 1777,7 метра НРМ).
Зі сховища через лівобережний гірський масив прокладено дериваційний тунель, котрий транспортує ресурс до розташованого за 4,5 км машинного залу (при цьому відстань між останнім та греблею по руслу складає біля 10 км). В системі також працює вирівнювальний резервуар висотою 57 метрів, верхня камера якого має перетин 8х13 метрів.
Основне обладнання станції становлять дві турбіни типу Френсіс потужністю по 35 МВт, які використовують напір у 89 метрів. Крім того, для підтримки природної течії частина ресурсу випускається біля греблі через дві турбіни потужністю по 2,5 МВт. За рік комплекс повинен виробляти 262 млн кВт-год електроенергії.
Видача продукції відбувається по ЛЕП, розрахованій на роботу під напругою110 кВ.